# Capital Árabe da Cultura
A Capital da Cultura Árabe é uma iniciativa da Liga Árabe, no âmbito da UNESCO, as Capitais Culturais são programa destinado a promover e celebrar a cultura árabe e incentivar a cooperação na região árabe.

## Capitais Culturais
Em negrito, a capital atual.
| Ano  | Cidade           | País                   |
| ---- | ---------------- | ---------------------- |
| 1996 | Cairo            | Egito                  |
| 1997 | Tunis            | Tunísia                |
| 1998 | Xarja            | Emirados Árabes Unidos |
| 1999 | Beirute          | Líbano                 |
| 2000 | Riade            | Arábia Saudita         |
| 2001 | Cidade do Cuaite | Cuaite                 |
| 2002 | Amã              | Jordânia               |
| 2003 | Rabat            | Marrocos               |
| 2004 | Saná             | Iêmem                  |
| 2005 | Cartum           | Sudão                  |
| 2006 | Mascate          | Omã                    |
| 2007 | Argel            | Argélia                |
| 2008 | Damasco          | Síria                  |
| 2009 | Jerusalém        | Palestina/Israel       |
| 2010 | Doa              | Catar                  |
| 2011 | Sirte            | Líbia                  |
| 2012 | Manama           | Barém                  |
| 2013 | Bagdá            | Iraque                 |
| 2014 | Trípoli          | Líbia                  |
| 2015 | Constantina      | Argélia                |
| 2016 | Sfax             | Tunísia                |
| 2017 | Luxor            | Egito                  |
| 2018 | Oujda            | Marrocos               |
| 2019 | Porto Sudão      | Sudão                  |
| 2020 | Belém            | Palestina              |
| 2021 | Irbide           | Jordânia               |
| 2022 | Cidade do Kuwait | Kuwait                 |

## Ligações Externas
- Algiers Arab Capital of Culture 2007 - Official Website
- Damascus Arab Capital of Culture 2008 - Official Website
- Al-Quds Arab Capital of Culture 2009 - Official Website
- East Jerusalem: "Capital of Arab Culture 2009"